# Amphipoea oculea
Amphipoea oculea (tên tiếng Anh: Ear Moth) là một loài bướm đêm thuộc họ Noctuidae. Nó được tìm thấy ở hầu hết miền Cổ bắc.

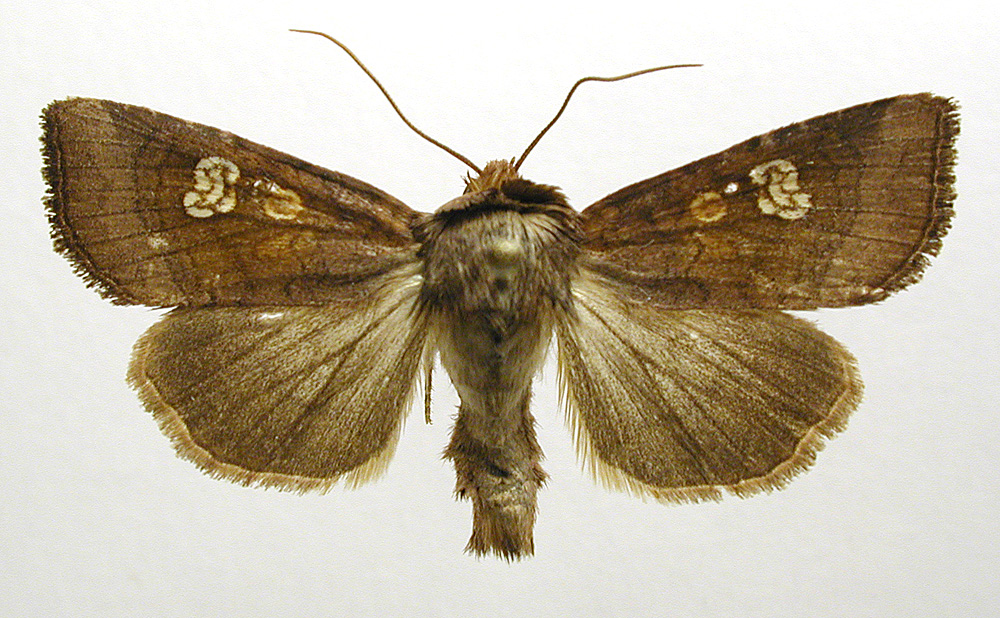
Mounted

Sải cánh dài 29–34 mm. Con trưởng thành bay từ tháng 6 đến tháng 9 tùy theo địa điểm. Có một lứa một năm.
Ấu trùng ăn the stems và roots of nhiều loại cỏ và low plants, bao gồm Petasites hybridus.

## Hình ảnh

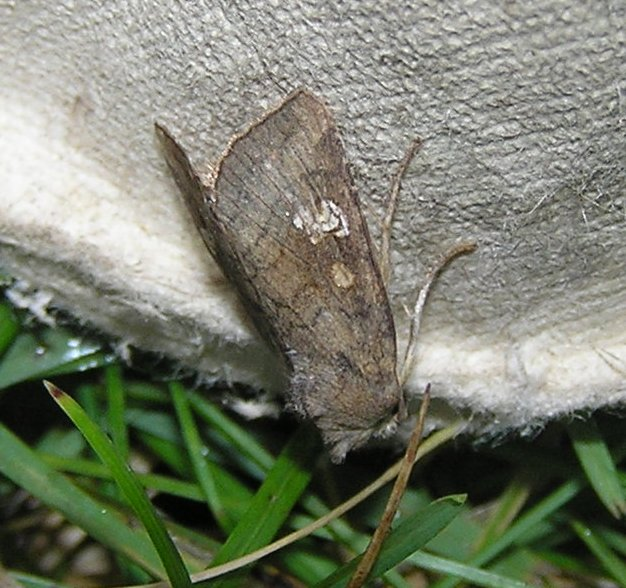
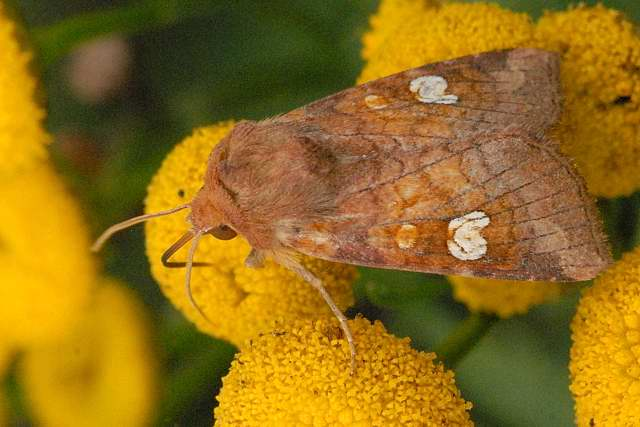
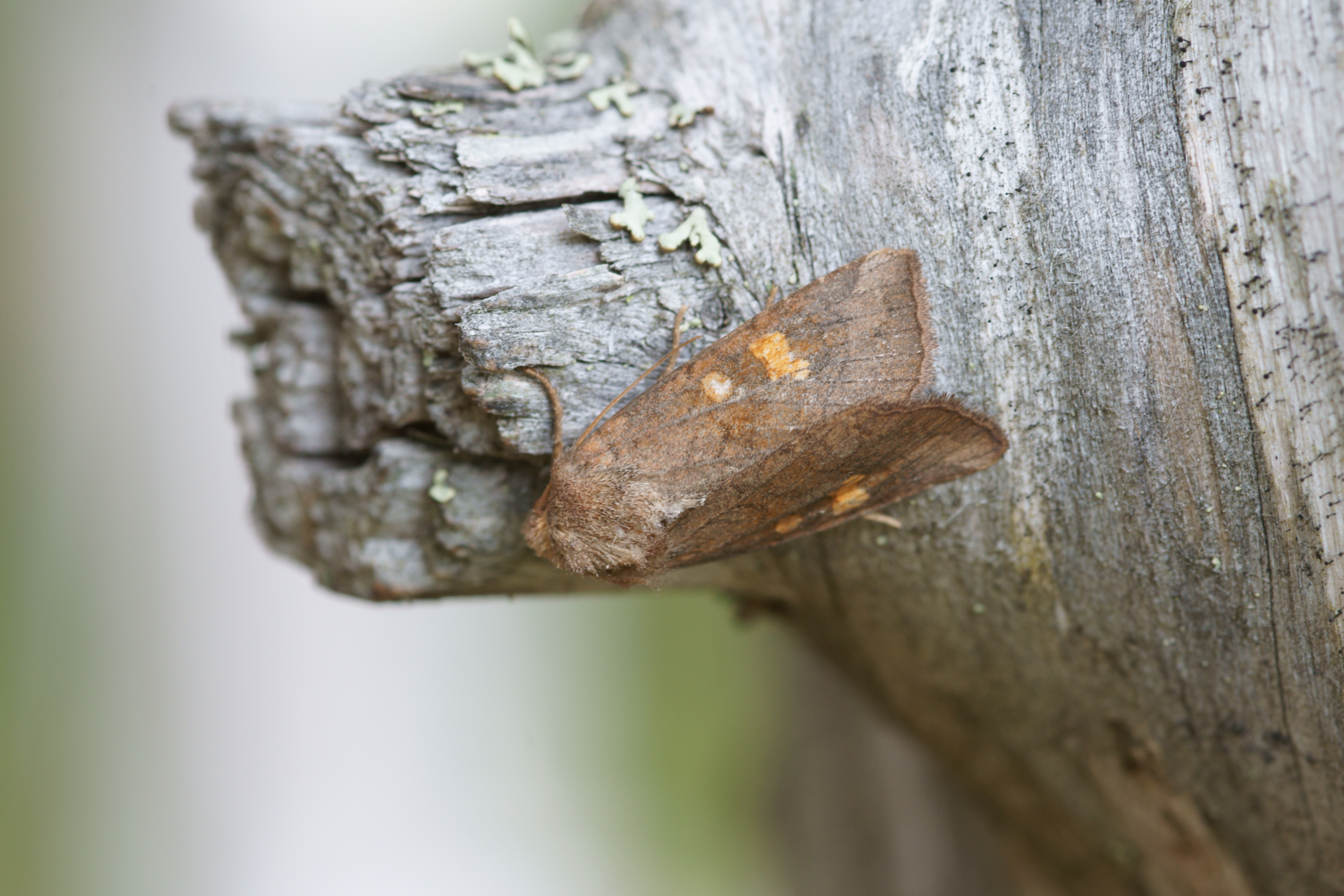
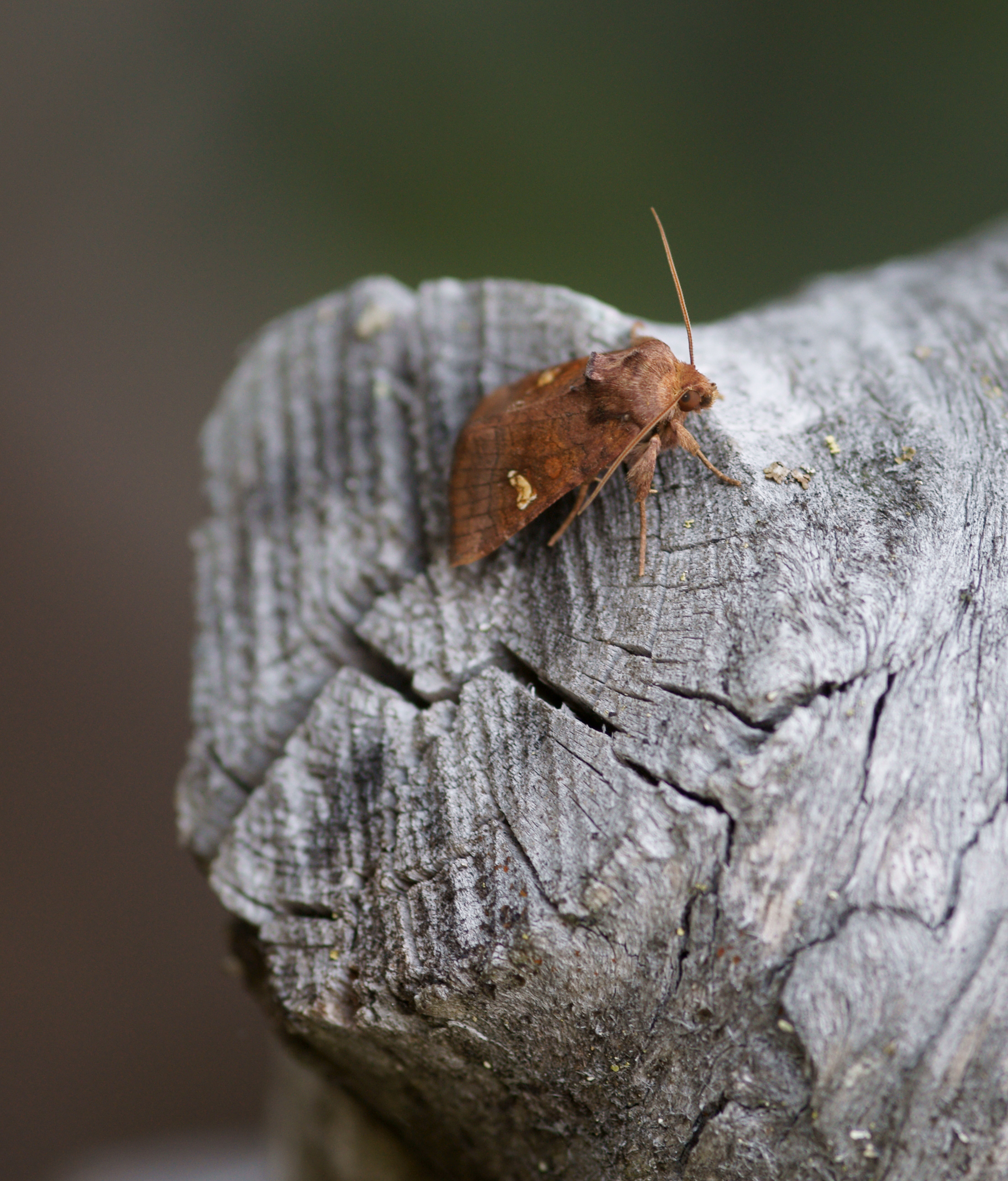